# Ирако-эмиратские отношения
Ирако-эмиратские отношения — двусторонние дипломатические отношения между Ираком и Объединёнными Арабскими Эмиратами (ОАЭ).

## История
В 1960-х годах открытие обширных нефтяных месторождений на территории ОАЭ побудило Ирак оспаривать легитимность правителей этого государства после обретения независимости в 1971 году. В течение 1980-х годов ОАЭ с трудом поддерживали нейтралитет в Ирано-иракской войне. Этот конфликт также был источником внутренней напряженности в ОАЭ, поскольку Абу-Даби, как правило, поддерживал Ирак, а Дубай больше сочувствовал Ирану. В 1990 году произошло иракское вторжение и оккупация Кувейта, что стало неожиданностью для властей ОАЭ, которые присоединились к арабским государствам, выступившим против агрессии в отношении Кувейта, а также поддержавшим применение силы против иракских войск. В 1990 году ОАЭ присоединились к военной операции международной коалиции по вытеснению войск Ирака из Кувейта. В 2003 году президент Ирака Саддам Хуссейн был свергнут в результате иностранной интервенции и ОАЭ стали принимать участие в международных программах по восстановлению экономики Ирака, оказывая финансовую помощь, предоставляя населению бесплатное медицинское обслуживание, осуществляя реконструкцию больниц, гуманитарные поставки и подготовку полицейских.  
31 июля 2007 года после победы иракцев в Кубке Азии по футболу премьер-министр ОАЭ Мохаммед ибн Рашид Аль Мактум наградил сборную Ирака по футболу суммой в 20 млн. дирхам ОАЭ (5,2 млн. долларов США) за первую в истории страны победу в Кубке Азии. В июне 2008 года иракское правительство объявило, что Объединённые Арабские Эмираты в течение нескольких дней направят посла в Багдад. Он стал первым арабским послом в Ираке после похищения и убийства египетского посла Ихаба аль-Шарифа в июле 2005 года. 5 июня 2008 года министр иностранных дел ОАЭ Абдулла бин Зайид аль-Нахайян посетил с официальным визитом Ирак, стал первым должностным лицом этого государства побывавшем в Багдаде с марта 2003 года.
В 2014 году ОАЭ присоединились к военной операции против «Исламского государства» в Ираке и Сирии. В августе 2017 года радикальный лидер иракских шиитов, предводитель шиитской полувоенной организации «Армия Махди», Муктада ас-Садр прибыл в ОАЭ с официальным визитом, где провёл переговоры с высшим руководством страны.

## Торговля
ОАЭ являются крупнейшим иностранным инвестором в экономику Ирака, между странами подписано соглашение о свободной торговле. С 2003 года ОАЭ инвестировали 215 млн. долларов США в гуманитарные миссии в Ираке, а также простили этой стране долг в 7 млрд. долларов США.

## Дипломатические представительства
- Ирак имеет посольство в Абу-Даби[13].
- У ОАЭ имеется посольство в Багдаде[14].